# Tommy Werner
Tommy ("Tom") Henrik Werner (Karlskrona, 31 maart 1966) is een voormalig internationaal topzwemmer uit Zweden, die eind jaren tachtig, begin jaren negentig van de 20e eeuw excelleerde op de vrije slag. Hij nam driemaal deel aan de Olympische Spelen en won hierbij in totaal één medaille. 
Met de estafetteploeg won hij de zilveren medaille op de 4x200 meter vrije slag bij de Olympische Spelen van Barcelona, samen met Anders Holmertz, Lars Frölander en Christer Wallin.